# Giulio Papi

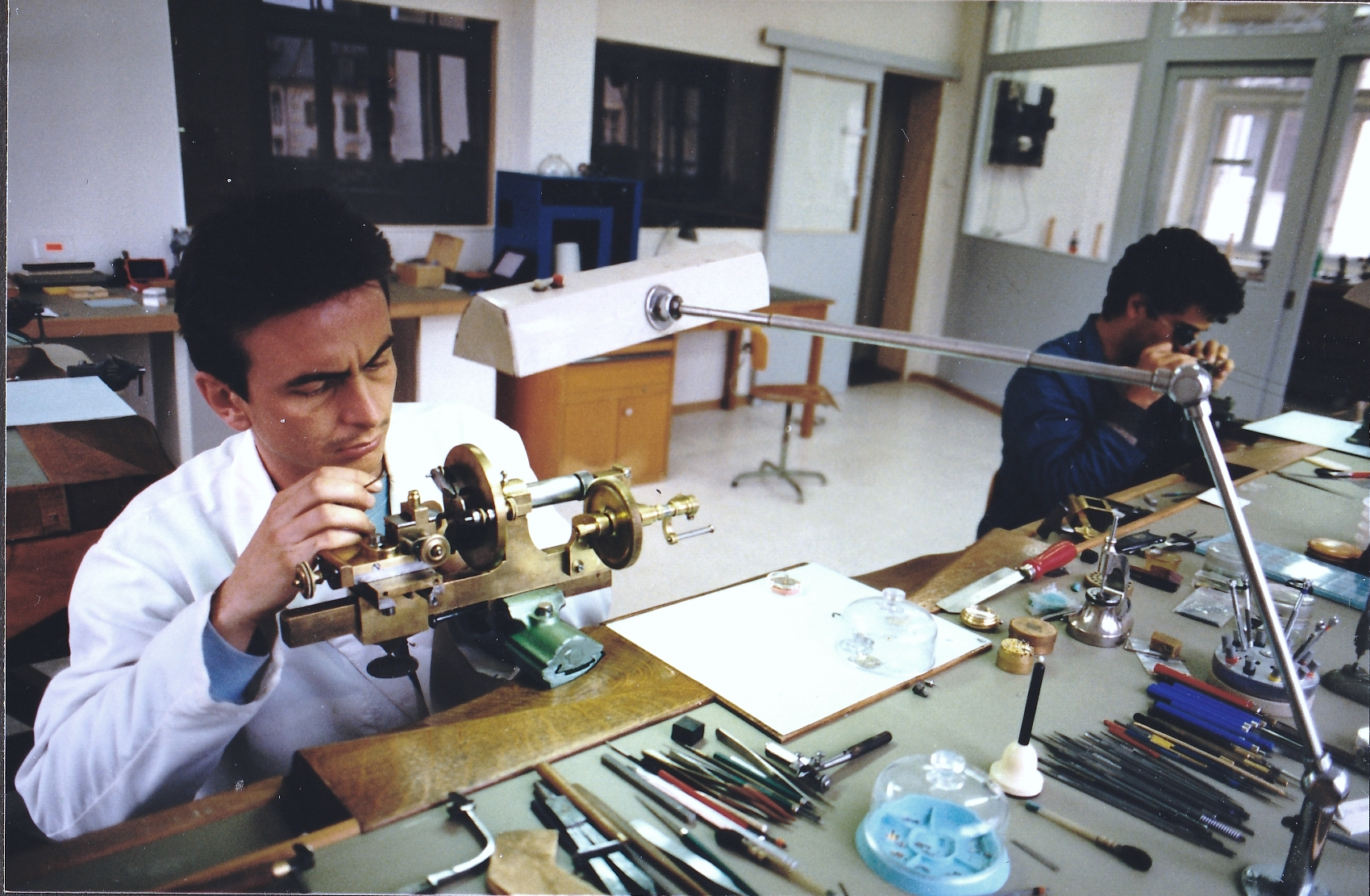
Die beiden Uhrmacher Dominique Renaud und Giulio Papi

Giulio Papi (* 1965) ist ein italienisch-schweizerischer Uhrmacher von komplizierten Armbanduhren und Gewinner des Grand Prix d’Horlogerie de Genève.

## Leben
Nach seiner Uhrmacherausbildung als Rhabilleur arbeitete Giulio Papi ab 1984 zunächst bei Audemars Piguet, bevor er 1986 gemeinsam mit Dominique Renaud die Firma Manufacture d’Horlogerie Renaud et Papi SA in Le Locle gründete, welche sich als Zulieferer auf die Konstruktion komplizierter Uhrwerke von Armbanduhren spezialisierte und unter anderem Audemars Piguet, A. Lange & Söhne, IWC, Jaeger-LeCoultre, Ulysse Nardin, Christophe Claret und Richard Mille belieferte. Im Jahr 1989 stieg Robert Greubel mit einem Anteil von zehn Prozent ein. 
1989 gründete Papi zusammen mit Dominique Renaud und Christophe Claret die Firma RPC, aus der Renaud und Papi 1993 ausgeschieden sind.
1992 erwarb Audemars Piguet 52 % der Anteile an der Manufacture d’Horlogerie Renaud et Papi SA und die Firma wurde in Audemars Piguet (Renaud et Papi) SA umbenannt und zur Hauptentwicklungsabteilung ausgebaut. Renaud und Papi behielten jeweils 21,6 % und Robert Greubel 4,8 % der Firmenanteile. Nachdem Renaud seine Anteile an der Firma im Jahr 1999 an Audemars Piguet verkauft hatte, war nun Giulio Papi mit 20 % und Fabrice Deschannel mit 1,6 % Mitgesellschafter.

## Auszeichnungen
- Giulio Papi gewann 2008 den Grand Prix d’Horlogerie de Genève als „bester Uhrmacher“.[2]
- Im Jahr 2015 erhielt er den Prix Gaïa in der Kategorie "Esprit entreprise" für seinen Unternehmergeist.[3]